# Claudia Constantinescu
Claudia Maria Constantinescu (18. juli 1994 i Balş) er en rumænsk håndboldspiller, som spiller for CSM Bucuresti og Rumæniens kvindehåndboldlandshold.